# Изоэлектрическая точка

Глицин - pK = 2.72, 9.60

АМФ pK = 3.8, 6.1

Изоэлектрическая точка (pI) — кислотность среды (pH), при которой определённая молекула или поверхность не несёт электрического заряда. Амфотерные молекулы (цвиттер-ионы) содержат как положительные, так и отрицательные заряды, наличием которых определяется pH раствора. Заряд различных функциональных групп таких молекул может меняться в результате связывания или, наоборот, потери протонов H+. Значение изоэлектрической точки такой амфотерной молекулы определяется величинами констант диссоциации кислотной и основной фракций: 
{\displaystyle pI={{pK_{1}+pK_{2}} \over 2}}
Растворимость амфотерных молекул, как правило, является минимальной при pH равной или близкой к изоэлектрической точке pI. Часто они в своей изоэлектрической точке выпадают в осадок. Многие биологические молекулы, такие как аминокислоты и белки, являются по своей природе амфотерными, так как содержат и кислотные, и основные функциональные группы. Общий заряд белка определяется боковыми группами аминокислот, которые могут быть положительно- или отрицательно-заряженными, нейтральными или полярными. Общий заряд белка при pH ниже изоэлектрической точки является положительным. Наоборот, при pH выше изоэлектрической точки общий заряд белка — отрицательный. В самой изоэлектрической точке сумма положительных зарядов на белковой молекуле равна сумме отрицательных зарядов, поэтому будучи помещена в электрическое поле такая молекула не двигается. Изоэлектрическое фокусирование белков используется для разделения смеси белков в полиакриламидном геле в градиенте pH в зависимости от величины их изоэлектрических точек.